# Judo ai XX Giochi dei piccoli stati d'Europa
Le competizioni di judo ai XX Giochi dei piccoli stati d'Europa si sono svolte dal 27 al 29 maggio 2025 ad Andorra la Vella.

## Podi

### Uomini
| Evento         | Oro                  | Argento            | Bronzo                    |
| -66kg          | Emil Sinanovic       | Abdesalem Khiri    | Georgios Kalaitsidis      |
| -66kg          | Emil Sinanovic       | Abdesalem Khiri    | Manuel Tischhauser        |
| -73kg          | Kyprianos Andreou    | Jusuf Nurkovic     | Kevin Nunes Dos Santos    |
| -73kg          | Kyprianos Andreou    | Jusuf Nurkovic     | Marc Reig Arnau           |
| -81kg          | Jahja Nurkovic       | Odysseas Georgakis | Marc Elie Gnamien         |
| -81kg          | Jahja Nurkovic       | Odysseas Georgakis | Petros Kesov              |
| -90kg          | Adalsteinn Bjornsson | Novo Raicevic      | Theocharis Karatsaousidis |
| -100kg         | Aristos Michael      | Andrija Martinovic | Alexandros Patiniotis     |
| -100kg         | Aristos Michael      | Andrija Martinovic | David Buechel             |
| +100kg         | Marvin Gadeau        | Slobodan Vukic     | Non assegnato             |
| Gara a squadre | Monaco               | Montenegro         | Cipro                     |
| Gara a squadre | Monaco               | Montenegro         | Liechtenstein             |

### Donne
| Evento         | Oro           | Argento                 | Bronzo              |
| -52kg          | Yamina Allag  | Carla Tavares Fernandes | Lena Schmit         |
| -52kg          | Yamina Allag  | Carla Tavares Fernandes | Ena Scepanovic      |
| -57kg          | Marina Azinou | Tamara Gardasevic       | Lea Wyss            |
| -63kg          | Anetta Mosr   | Rania Drid              | Ivana Sunjevic      |
| -63kg          | Anetta Mosr   | Rania Drid              | Helena Bjarnadottir |
| -70kg          | Omairaa Aubry | Mareen Hollenstein      | Lia Povedano Ruiz   |
| -70kg          | Omairaa Aubry | Mareen Hollenstein      | Diana Dimitriou     |
| Gara a squadre | Monaco        | Liechtenstein           | Lussemburgo         |
| Gara a squadre | Monaco        | Liechtenstein           | Islanda             |

## Medagliere
| Pos.   | Paese         | Oro | Argento | Bronzo | Totale |
| ------ | ------------- | --- | ------- | ------ | ------ |
| 1      | Monaco        | 5   | 2       | 1      | 9      |
| 2      | Cipro         | 3   | 1       | 6      | 10     |
| 3      | Montenegro    | 2   | 6       | 2      | 10     |
| 4      | Lussemburgo   | 1   | 1       | 3      | 5      |
| 5      | Islanda       | 1   | 0       | 2      | 3      |
| 6      | Liechtenstein | 0   | 2       | 4      | 6      |
| 7      | Andorra       | 0   | 0       | 2      | 2      |
| Totale | Totale        | 12  | 12      | 20     | 44     |